# Adolfo Bioy Casares
Adolfo Bioy Casares (Buenos Aires, 15 de setembre de 1914 - 8 de març de 1999) fou un escriptor argentí. Amb un estil depurat i elitista, va ser un impulsor del gènere fantàstic i un partidari del relat per sobre de la descripció, la falsedat del realisme i el costumisme. També va defensar el gènere policíac per l'interès de l'argument en si mateix.
El fet de ser fill d'una família acomodada li va permetre de poder-se dedicar exclusivament a la literatura i al mateix temps, separar-se de l'ambient literari de la seva època. L'any 1932 conegué Jorge Luis Borges, en una reunió a casa de Victoria Ocampo i des d'aleshores van treballar junts en diverses ocasions, influenciant-se mútuament. Borges depurà el seu estil, fent-lo més simple, sense deixar de narrar fets complexes, i Bioy Casares abandonà les lectures avantguardistes. Més tard, conegué l'escriptora Silvina Ocampo, amb qui també va treballar i s'hi casà el 1940.

### Novel·les
- La invención de Morel (1940)
- El perjurio de la nieve (1944)
- Plan de evasión (1945)
- El sueño de los héroes (1954)
- Diario de la guerra del cerdo (1969)
- Dormir al Sol (1973)
- La aventura de un fotógrafo en La Plata (1985)
- Un campeón desparejo (1993)

### Llibres de contes
- Prólogo (1929)
- 17 disparos contra lo por venir (1933)
- La estatua casera (1936)
- Luis Greve, muerto (1937)
- Las vísperas de Fausto (1949)
- Historia prodigiosa (1956)
- Guirnalda con amores (1959)
- El lado de la sombra (1962)
- El gran serafín (1967)
- El héroe de las mujeres (1978)
- Historias desaforadas (1986)
- La muñeca rusa (1990)
- De la forma del mundo

### Obres en col·laboració amb altres autors

#### Jorge Luis Borges
- Seis problemas para don Isidro Parodi (1942)
- Dos fantasías memorables (1946)
- Un modelo para la muerte (1946)
- Libro del Cielo y del Infierno (1960)
- Crónicas de Bustos Domecq (1967)
- Nuevos cuentos de Bustos Domecq (1977)

#### Silvina Ocampo
- Los que aman, odian (1946)

#### Silvina Ocampo i Jorge Luis Borges
- Antología de la Literatura Fantástica (1940)

### Pel·lícules basades en les seves obres
- El último año en Marienbad (Last Year at Marienbad) dirigida per Alain Resnais guió adaptat (no reconegut) per Robbe-Grillet, basada en "La invención de Morel"

### Guions de cine
- Los orilleros (1955)
- El paraíso de los creyentes (1955)- no filmada
- Invasion (1969), dirección Hugo Santiago.
- Los Otros (1971), dirección Hugo Santiago.

### Assaig
- Memoria de la Pampa y los Gauchos
- Diccionario del argentino exquisito (1970), Diccionario de palabras que no debiéramos utilizar.
- De jardines ajenos: libro abierto (1997), recopilación de frases, poemas, y miscelánea diversa.
- Borges (2006), libro póstumo, selección del diario del autor donde aparecen referencias a Jorge Luis Borges.

### Cartes
- En viaje (1946), cartas para Silvina y Martha Ocampo